# David z Evie
Svatý David z Evie († 16. století, Euboia) byl řecký pravoslavný duchovní a mnich.

## Život
Narodil se pravděpodobně na počátku 16. století ve vesnici Gardinitza jako syn kněze.
Podle vyprávění se mu v dětství zjevil svatý Jan Křtitel, který ho přivedl do místního chrámu. Zde strávil šest dní před ikonou tohoto světce.
V patnácti letech opustil domov a připojil se k místnímu jeromonachovi Akakiovi. Akakios byl v regionu známý jako ctnostný mnich a dobrý kazatel. David byl postřižen na mnicha a vypravil se s Akakiem hledat monastýr, který by prohloubil jejich duchovní život. Nejprve se zastavili na hoře Ossa poblíž Olympu. Poté byl David rukopoložen na hierodiakona a spolu odešli na horu Athos. Akakios nechal Davida ve Velké lávře a pokračoval sám do Konstantinopole. Zde byl konstantinopolským patriarchou Jeremiasem II. rukopoložen na metropolity artského a nafpaktoského. Následně povolal Davida, aby mu pomohl při pastoračních povinnostech.
Jeremias vysvětil Davida na kněze a stal se představeným v monastýru Varnakova, poblíž Nafpaktosu. Jeho horlivost a duchovní požadavky se znelíbily místním mnichům, a proto odešel a usadil se na hoře Parnas.
Jednou byl obviněn z ukrývání otroka, a za to byl místními Turky zatčen a mučen. Nakonec byl vykoupen místními obyvateli. Následně se vydal na ostrov Euboia. Zde přestavěl malý chrám na počest Proměnění Páně. Brzy se okolo něj vytvořila skupina stejně smýšlejících lidí, kteří se k němu chtěli připojit. Založil tedy monastýr, dnes známý jako monastýr svatého Davida Staršího.
Je znám pro svůj ctnostný život a pomoc potřebným.
Zemřel buď roku 1589 nebo 1601.